# Tupaia chrysogaster
Tupaia chrysogaster là một loài động vật có vú trong họ Tupaiidae, bộ Scandentia. Loài này được Miller mô tả năm 1903.